# Elena (telenovela)
Elena es una telenovela mexicana en blanco y negro producida por Valentín Pimstein, que se transmitió por Telesistema Mexicano (hoy Televisa) en 1961. Dirigida por el director de cine Rafael Banquells y protagonizada por Silvia Derbez y Carlos López Moctezuma.

## Sinopsis
Elena (Silvia Derbez) es una joven que fue separada de su padre ya muy niña, pero encontrará el amor de un hombre llamado José Ignacio (Carlos López Moctezuma) quien le hará olvidarse de todos sus pesares. Pero tendrá que enfrentar muchos obstáculos.

## Elenco
- Silvia Derbez .... Elena
- Carlos López Moctezuma .... José Ignacio
- Roberto Cañedo
- Carlos Navarro
- Dalia Íñiguez
- Miguel Arenas
- Fedora Capdevila
- Dolores Tinoco
- Humberto Valdepeña

## Producción
- Historia Original: Estela Calderón.
- Adaptación: Estela Calderón.
- Dirección General: Rafael Banquells
- Productor ejecutivo: Valentín Pimstein

## Datos a resaltar
- Fue la segunda telenovela bajo la producción de Valentín Pimstein.
- La telenovela está grabada en blanco y negro.
- Realizada bajo la producción de Telesistema Mexicano S.A.

## Versión
- En 1974 se realizó otra versión brasileña titulada Elena con Amalia Da Silva por TV Tupi.

- También en 1974 se realiza una versión en color titulada Esa provinciana por Valentín Pimstein para Televisa.